# Splendrillia hermata
Splendrillia hermata é uma espécie de gastrópode do gênero Splendrillia, pertencente a família Drilliidae.